# Heterophleps confusa
Heterophleps confusa là một loài bướm đêm trong họ Geometridae.